# 女の子は泣かない
「女の子は泣かない」（おんなのこはなかない）は、片平里菜の2枚目のシングルである。2014年1月15日にポニーキャニオンから発売された。

## 解説
前作「夏の夜」から約5ヶ月ぶりのリリース。表題曲は、女の子の本音が詰まった歌詞と耳に残るキャッチーなメロディが印象的なポップチューンで、自身の楽曲の中でも特に自身と同世代の女性から支持を集めている楽曲である。編曲は、前作に引き続き島田昌典が手掛けた。なお、自身にとって初めてテレビ番組のダブルタイアップ曲となった。
カップリングには、自身のライブでは定番の人気曲「Hey boy!」、自身が10代の頃に書いた楽曲「ironic」と、2013年の全国弾き語りツアー後に書かれた新曲「ぺんぺん草」が収録された。
初回プレスにのみ前作と同様に、「女の子は泣かない」弾き語りコード譜が封入された。

## 収録曲
1. 女の子は泣かない （3:56）
  - 作詞・作曲：片平里菜 / 編曲：島田昌典

テレビ朝日系『musicる TV』 2014年1月度オープニングテーマ
テレビ神奈川『saku saku』 2014年1月度エンディングテーマ
小学館『CanCam』 2014年4月号&5月号CMソング[4]
2. Hey boy! （3:02）
  - 作詞・作曲：片平里菜 / 編曲：arbeit boy

J SPORTS STADIUM2014 中継テーマソング
3. ironic （4:01）
  - 作詞・作曲：片平里菜 / 編曲：YUGO
4. ぺんぺん草 （3:52）
  - 作詞・作曲・編曲：片平里菜